# Scary Movie 4
Scary Movie 4 es una película estadounidense de comedia del año 2006, es la cuarta entrega de la saga Scary Movie. Fue dirigida por David Zucker, escrita por Jim Abrahams, Craig Mazin y Pat Proft y producida por Craid Mazin y Robert K. Weiss.

## Argumento
Shaquille O'Neal y el Dr. Phil despiertan para encontrarse encadenados a las tuberías. Su anfitrión, Billy la Marioneta, revela que la sala se llena de gas nervioso y para salir deben usar unas sierras para cortar las cadenas. La única manera de conseguir las sierras es encestando. Shaq pierde dos veces, hiriendo a Phil. Shaq logra encestar y botar las sierras. En ese momento, Phil se da cuenta de que tienen que cortar a través de sus propios pies. Shaq usa Trucos para que Phil se corte el pie primero, pero accidentalmente se corta el pie incorrecto, perdiendo la oportunidad de poder escapar.
En Nueva York, Cindy Campbell visita a su ex cuñado Tom Logan. Su marido George ha muerto, y su sobrino Cody está en la escuela militar, dejándola sola. Tom, harto de escucharla, intenta suicidarse con una sobredosis de pastillas para dormir. Sin embargo, por error ingiere Viagra, lo que resulta en una muerte dolorosa cuando cae por el balcón y se posa en su pene absurdamente erecto. Cindy tiene un trabajo para cuidar a una anciana, la señora Norris, que vive en una casa embrujada. El Nuevo vecino de Cindy, Tom Ryan, se encuentra con viejos amigos de George, Mahalik y CJ que, sin querers revelan que tuvieron una aventura homosexual de una noche en un viaje a las montañas. Tom regresa a su casa, donde su exesposa Marilyn ha llegado con sus hijos, Robbie y Rachel, quienes resienten a su padre.
A la mañana siguiente, Cindy confía a Tom la trágica muerte de su marido George (el mismo de la película anterior) durante el último partido de su carrera en el boxeo. Cindy y Tom se dan cuenta de su respectivo amor. En eso, el cielo de repente experimenta una extraña tormenta, dejando a todos los vehículos motorizados en el mundo sin poder; incluso bicicletas y patinetas. Mientras tanto, un objeto gigantesco llamado artefacto llamado trIpod emerge desde el suelo para pasar "Karma Chameleon" antes de cambiar a "destruir a la humanidad" y comenzar a vaporizar a la gente. Cindy corre de vuelta a casa y se encuentra con el fantasma residente de la casa, Toshio.
Cindy intenta comunicarse hablando japonés, El muchacho japonés revela que la respuesta a la invasión se encuentra en el corazón de su padre. Tom deja a Cindy y huye con sus hijos a un lugar no revelado. Durante su visita a la Escuela Primaria Edna R. Penhall, el presidente estadounidense Baxter Harris recibe la noticia del ataque alienígena. Desafortunadamente, Harris está más interesado por la lectura de "Mi pato mascota" y no responde adecuadamente. La situación sólo empeora cuando su ayudante explica que el pato muere, y el ayudante explica que los extranjeros son personas, lo que lleva al presidente a decir que todos los padres de estos niños podrían estar muerto, lo que culmina en una revuelta violenta por los niños . Al salir, el presidente le pide a su asistente para recordarle a firmar el proyecto de ley de aborto.
Cindy se reúne con su vieja amiga Brenda Meeks, ahora una periodista local a pesar de haber muerto en la película anterior. Mientras tanto, Mahalik y CJ trabajan como inspectores de alcantarillado, pero cuando salen de la alcantarilla se encuentran con una horda de gente como zombis que comienzan a atacarlos. Fácilmente se defienden aunque uno de ellos es la abuela de Mahalik. Él la mantiene diciéndole lo mucho que la quiere dejar de batir a levantarse al mismo tiempo, finalmente la lanza en las alcantarillas (una parodia de Shaun of the Dead). Cindy y Brenda logran encontrar el último coche que funciona y siguen las instrucciones dejadas por Toshio. Pronto, descubren un pueblo misterioso que se asemeja a una comunidad que vive en el pasado. Por desgracia, son capturados y llevados a un tribunal para que su destino sea decidido por el líder de la aldea, Henry Hale (Bill Pullman). Durante el juicio, la hija ciega de Hale, Holly, tropieza en la sala pensando que ella está sola. Se desnuda y tiene un movimiento de intestino grueso en frente de todos. Para consternación de la sala llena de gente, Hale dictamina que Cindy y Brenda pueden quedarse en el pueblo, pero nunca podrán salir.
Más tarde, en una sesión de emergencia de las Naciones Unidas, el presidente estadounidense Harris sigue una ronda de chistes ofensivos con la presentación de un arma diseñada para combatir a los alienígenas. Los científicos han modificado el rayo de calor capturado de uno de los trípodes para tener el efecto opuesto de organismos que destruyen, dejando sólo la ropa detrás. La ONU recibe una demostración inesperada y bastante desagradable cuando Harris activa accidentalmente el rayo, haciendo que todo el mundo quede completamente desnudo. En un campo cercano sembrado de hierba roja, Tom y sus hijos todavía están conduciendo el coche mientras la mayoría de la gente trata de robarlo. Más tarde se encuentran con una batalla entre el ejército estadounidense y los trípodes. Robbie decide unirse a la lucha, excitado por la violencia gráfica. Mientras Tom intenta disuadirlo, Michael Jackson trata de persuadir a Rachel a venir - pero Tom logra detenerla en el tiempo, dejando al que se desintegró en varias ocasiones hasta que sólo la nariz de plástico permanece.
Tom y Rachel huyen a una casa custodiada por el lunático Oliver, pero su relevo es de corta duración cuando el padre y la hija son capturados por un trípode. Ya en el pueblo, Henry es apuñalado por el tonto del pueblo con problemas mentales, Ezequiel. Antes de morir, Henry explica a Cindy y Brenda que él es el padre de Toshio, que quien murió durante el combate de boxeo del padre de Cindy. Luego, Cindy y Brenda son capturados por los trípodes. 
Los personajes principales se despiertan en el mismo cuarto de baño del comienzo. Cindy y Brenda están con una "Venus Fly Trap" y Tom llevaba un dispositivo diseñado para disparar un polo hasta el trasero. Billy aparece en el televisor, y le aconseja a Cindy arrancarse el ojo, ya que ahí tenía la llave para quitarse la Venus Fly Trap, y mientras se lo arrancaba le dice a Tom que esto no arruine la relación entre ellos. Entonces aparecen Robbie y Rachel, y Billy le revela que lo único que puede mantener a salvo los niños era Tom. Golpea a Tom y Cindy comienza a comprender que Henry era padrastro de Toshio y Billy es su verdadero padre. Mientras tanto, Tom está siendo torturado por otra trampa lastimando sus pezones, y Cindy le dice que su hijo estaría avergonzado y su alma vagaba por el planeta por el dolor que estaba causando Billy. Billy revela que cruzó una galaxia por venganza, Cindy revela que todo fue su culpa y que deje ir a los otros, Billy se niega y en ese instante comienza una pelea entre Billy, Brenda y Zoltar. Cindy le dice que ella sabía que él estaba de malas con la gente por la muerte de su hijo, en ese instante le dice que aunque los mate, eso no traería a su hijo. 
Al ver hasta dónde llegaría Tom para salvar a sus hijos, Billy se da cuenta de sus errores, se disculpa por la invasión y los libera. Robbie y Rachel regresan con éxito a su madre, quien se revela que se casó con un hombre mucho mayor. Brenda también se involucra románticamente con el hermano humano del muñeco, Zoltar.
Un epílogo ambientado un mes después, narrado por James Earl Jones, quien posteriormente es atropellado por un autobús, revela que Brenda dio a luz a su hijo con Zoltar, Mahalik y CJ reanudaron su relación, y el presidente Harris quedó contento con su pato. Mientras tanto, Tom aparece en The Oprah Winfrey Show y confiesa salvajemente su amor por Cindy saltando, arrojando a Cindy por la habitación, luego rompiendo las muñecas de Oprah y golpeándola con una silla después.

## Reparto
- Anna Faris como Cindy Campbell
- Regina Hall como Brenda Meeks
- Craig Bierko como Tom Ryan
- Leslie Nielsen como Presidente Harris
- Bill Pullman como Henry Hale
- Carmen Electra como Holly
- Chris Elliott como Ezequiel
- Michael Madsen como Oliver
- Molly Shannon como Marilyn
- Beau Mirchoff como Robbie Ryan
- Conchita Campbell como Rachel Ryan
- Anthony Anderson como Mahalik
- Kevin Hart como CJ
- Shaquille O'Neal como él mismo
- Dr. Phil como él mismo
- Charlie Sheen como Tom Logan
- Simon Rex como George Logan.
- Debra Wilson como Oprah Winfrey
- James Earl Jones como el narrador
- Holly Madison, Bridget Marquardt y Kendra Wilkinson como las chicas en la cama de Tom
- Chingy como él mismo
- Crystal Lowe como la chica de Chingy
- Fabolous como él mismo/El hombre del arma
- Rorelee Tio como Yoko

## Parodias
- Saw: Cuando Shaquille O'Neal y el Dr Phil despiertan en el cuarto de baño.
- The Grudge: Cindy ve a un niño de aspecto japonés que resulta ser inofensivo; también cuando Tom sale de la cama y se va a suicidar.
- La guerra de los mundos: Cuando tiembla la tierra y sale un iPod gigantesco y se convierte en el extraterrestre con tres piernas.
- Million Dollar Baby: La lucha entre Cindy con una Mike Tyson femenina es una parodia de la lucha entre Maggie Fitzgerald y la Osa.
- Brokeback Mountain: La escena con Mahalik y CJ en la carpa.
- El bosque: Cuando llegan a un pueblo donde temen a "aquellos de los que no se debe hablar".
- Michael Jackson: Cuando sale cuidando niños abandonados durante el ataque de los trípodes, y los niños hacen cara de que no es bueno, burlándose así del rumor de que Michael violaba niños menores.
- George W. Bush: Cuando Leslie Nielsen se encuentra escuchando a una niña leer un libro de cuentos en una escuela primaria y recibe la noticia de que los extraterrestres están atacando la Tierra, parodiando así el momento en que Bush es avisado de los atentados del 11 de septiembre.
- Oprah Winfrey: Escena final parodiando a Tom Cruise y su amor por Katie Holmes...

## Secuela
Scary Movie 5 fue dirigida por el director Malcolm Lee y protagonizada por Ashley Tisdale y Lindsay Lohan. Se empezó a rodar en agosto de 2012 y se estrenó el 11 de enero de 2013 en Estados Unidos y en América Latina el 10 de mayo de 2013.

## Recepción

### Crítica
En Rotten Tomatoes la película recibe un 36% y una nota de 4.6/10, calificándola como peor que sus predecesoras.
En Metacritic la puntuación es de 40 sobre 100.
El The Washington Post dijo que el film no te mata de risa pero es divertido. El The New York Times dice que es una película inteligentemente estúpida.

### Premios
La película ganó un Premio Golden Raspberry de peor actriz secundaria para Carmen Electra.